# Haplochromis martini
Haplochromis martini је зракоперка из реда Perciformes и фамилије Cichlidae.

## Угроженост
Ова врста је наведена као изумрла, што значи да нису познати живи примерци.

## Распрострањење
Ареал врсте је био ограничен на мањи број држава. 
Врста је пре изумирања била присутна у следећим државама: Кенија, Танзанија и Уганда.

## Станиште
Ранија станишта врсте су била слатководна подручја.